# Noita (videohra)
Noita je akční dobrodružná roguelike hra vyvinutá studiem Nolla Games. Hráči ovládají postavu čaroděje, který může vytvářet a sesílat kouzla, aby porazil nepřátele pojmenované po finských mytologických stvořeních. Hra se odehrává ve 2D světě s procedurálně generovanými oblastmi, kde je každý pixel fyzicky simulován. Byla vydána v předběžném přístupu pro Microsoft Windows dne 24. září 2019. Noita opustila předběžný přístup 15. října 2020 verzí 1.0.

## Hratelnost
Hráč hraje v Noitě za postavu čaroděje, který vytváří a sesílá kouzla v procedurálně generovaném 2D světě, kde je každý pixel fyzicky simulován. Ve hře je nastavena permanentní smrt a hráč v ní bojuje s nepřáteli, mezi které patří stvoření pojmenovaná po finských mytologických stvořeních, jako jsou Hiisi a Iku-Turso. Příběh začíná cutscénou, jež odkazuje na karelský a finský národní epos Kalevala; jedním z cílů hry je hledání Sampa.

## Vývoj
Noita byla vyvinuta Nolla Games, nezávislým herním studiem se sídlem v Helsinkách ve Finsku. Studio založili Petri Purho (vývojář hry Crayon Physics Deluxe), Olli Harjola (The Swapper) a Arvi Teikari (Baba Is You). Noita je inspirována dělostřeleckou hrou Liero z roku 1998, sandboxovými hrami žánru falling-sand a moderními roguelike. Na zvukovém designu hry pracoval Niilo Takalainen, který k ní společně s finskou psychedelickou kapelou From Grotto složil hudbu. Hra prošla během dvou let mnoha různými designovými změnami, než se ustálila na konečném formátu. Petri Purho popsal hru jako „založenou na simulaci ve stylu falling sand. V podstatě jde o složité celulární automaty.“
Noita byla vydána v předběžném přístupu pro Microsoft Windows dne 24. září 2019 a je digitálně distribuována na platformách GOG.com, Humble Bundle, itch.io a Steam. Studio očekávalo, že hra bude v předběžném přístupu před jejím úplným vydáním přibližně jeden rok. Dne 15. října 2020 opustila Noita verzí 1.0 předběžný přístup.
Hra dostávala nový obsah až do 30. března 2021, kdy byla vydána poslední obsahová aktualizace „Epilogue Update“. Vývojáři avšak uvedli, že plánují nadále opravovat chyby ve hře. Zdůraznili také možnost úpravy hry pomocí modů.

## Přijetí
| Agregátor  | Skóre  |
| ---------- | ------ |
| Metacritic | 76/100 |

| Udělil        | Skóre  |
| ------------- | ------ |
| Edge          | 8/10   |
| GameSpot      | 7/10   |
| PC Gamer (US) | 81/100 |

Noita byla v roce 2019 nominována ve třech kategoriích festivalu Independent Games Festival, a to na cenu Seumas McNally Grand Prize, Excellence in Design a Nuovo Award. Finský web Muropaketti dal verzi hry Noita s předběžným přístupem 4 z 5 a popsal ji jako „nespoutanou a návykovou“ a že „na hotovou hru klade vysoká očekávání“.  Hra byla v březnu 2020 nominována v kategorii „Nejlepší technologie“ na 20. ročníku Game Developers Choice Awards a v kategorii „Nejinovativnější hratelnost“ soutěže Steam Awards (2020).
Výstavu o hře hostilo od 4. září do 12. prosince 2021 Finské muzeum her.